# París-Roubaix 1896

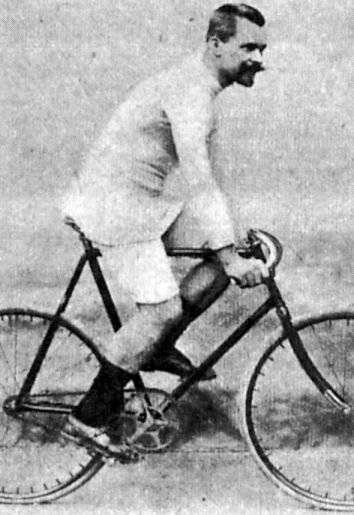
Josef Fischer, vencedor de la primera edició de la París-Roubaix, el 1896

La París-Roubaix 1896 fou la 1a edició de la París-Roubaix. La cursa es disputà el 19 d'abril de 1896 i fou guanyada per l'alemany Josef Fischer, que s'imposà en solitari en l'arribada a Roubaix.
Van prendre la sortida 51 corredors, dels quals 45 eren professionals i 6 amateurs. La cursa fou creada el mateix any que la París-Tours.

## Classificació final
|    | Ciclista             | Equip | Temps        |
| -- | -------------------- | ----- | ------------ |
| 1  | Josef Fischer        | -     | 9h 17' 00"   |
| 2  | Charles Meyer        | -     | + 25' 00"    |
| 3  | Maurice Garin        | -     | + 28' 00"    |
| 4  | Arthur Linton        | -     | + 45' 00"    |
| 5  | Lucien Stein         | -     | + 1h 01' 00" |
| 6  | Boinet               | -     | + 1h 01' 50" |
| 7  | Emile Van Berendonck | -     | + 1h 07' 50" |
| 8  | Henri Aries          | -     | + 1h 43' 00" |
| 9  | Gaston Pachot        | -     | + 2h 02' 00" |
| 10 | Pierre Mercier       | -     | + 2h 16' 00" |